# Clan Rotela
El Clan Rotela es una organización criminal paraguaya que ha ganado notoriedad desde la década de 2010 por su influencia en el sistema penitenciario y su participación en actividades delictivas, especialmente el narcotráfico y el control de cárceles de Paraguay. Fundado en 2007 y liderado por Armando Javier Rotela, el clan ha consolidado su poder dentro y fuera de las prisiones del país. Las autoridades paraguayas estiman que podría tener entre 1000 y 4000 integrantes.
Armando Javier Rotela, conocido como el «zar del microtráfico», y considerado «uno de los delincuentes más peligrosos del país» estableció el Clan Rotela como una familia criminal en 2007 dedicada inicialmente al tráfico de drogas a pequeña escala. Con el tiempo, la organización amplió sus operaciones y su influencia, especialmente dentro del sistema penitenciario paraguayo.
Es reconocido por su participación en el narcotráfico, centrándose en la distribución de drogas en áreas urbanas y dentro de las cárceles. La organización ha estado involucrada en actos de violencia, motines y enfrentamientos con otras facciones criminales, como el Primeiro Comando da Capital (PCC), una organización criminal de origen brasileño.
Una de las características distintivas del Clan Rotela es su capacidad para ejercer control dentro de las penitenciarías paraguayas. En diciembre de 2023, durante la Operación Veneratio, las autoridades llevaron a cabo un operativo en la Penitenciaría Nacional de Tacumbú para retomar el control del penal, que estaba bajo la influencia del clan. El enfrentamiento resultó en al menos diez muertos y varios heridos.
Armando Javier Rotela fue condenado a 27 años de prisión por tráfico de drogas y asociación criminal. En  abril de 2024, una juez unificó sus condenas, estableciendo que permanecerá en prisión hasta el año 2046.
En 2025, la organización InSight Crime destacó que la crisis perpetua del sistema penitenciario paraguayo ha contribuido al aumento del poderío de grupos criminales como el Clan Rotela.